# 12951 Koenkuijken
12951 Koenkuijken eller 1041 T-2 är en asteroid i huvudbältet som upptäcktes den 29 september 1973 av den nederländsk-amerikanske astronomen Tom Gehrels och det nederländska astronomparet Ingrid van Houten-Groeneveld och Cornelis Johannes van Houten vid Palomarobservatoriet. Den är uppkallad efter Koen Kuijken.
Asteroiden har en diameter på ungefär 6 kilometer och den tillhör asteroidgruppen Koronis.